# Val (filosofi)
Val är ett möjligt beslut. För att ett val ska äga rum krävs minst två alternativ att välja mellan. Valet har en central position inom existentialismen. Enligt denna filosofiska ståndpunkt definierar människan sig själv genom sina val, vilket ger upphov till ångest.
Ett val kan påverkas av andras åsikter. Dessa förmedlas ofta i form av råd eller rekommendationer inför ett beslut.